# Vernix
Vernix ist eine französische Gemeinde mit 155 Einwohnern (Stand: 1. Januar 2022) im Département Manche in der Region Normandie. Sie gehört zum Arrondissement Avranches und zum Kanton Isigny-le-Buat. 

## Geographie
Die Gemeinde grenzt im Westen an Tirepied-sur-Sée, im Norden an Saint-Georges-de-Livoye, im Osten an Brécey und im Süden an Le Petit-Celland. Sie wird vom Fluss Sée durchquert, in den hier das Flüsschen Bieu einmündet.

## Bevölkerungsentwicklung
| Jahr      | 1962 | 1968 | 1975 | 1982 | 1990 | 1999 | 2008 | 2018 |
| --------- | ---- | ---- | ---- | ---- | ---- | ---- | ---- | ---- |
| Einwohner | 214  | 199  | 190  | 154  | 143  | 135  | 170  | 155  |

## Sehenswürdigkeiten

Kirche Saint-Louis

- Kirche Saint-Louis